# Just Between Us
Just Between Us è il primo album in studio del sassofonista jazz statunitense Gerald Albright, pubblicato nel 1987.

## Tracce
1. New Girl on the Block – 5:10
2. Trying to Find a Way – 5:04
3. So Amazing – 3:57
4. King Boulevard – 3:30
5. Come Back to Me – 5:15
6. You're My #1 – 4:50
7. Just Between Us – 4:45
8. You Don't Even Know – 4:27
9. Softly at Sunrise – 5:40